# Єдлічка Ернст Алоїзович
Ернст Єдличка (Ернест Алоїзович Єдличка, нім. Ernst Jedliczka (24 травня (5 червня) 1855, Полтава — 3 серпня 1904, Берлін) — російсько-німецький піаніст і музичний педагог. Син Алоїза Едлички.

## Біографія
Закінчив фізико-математичний факультет Санкт-Петербурзького університету (1876 рік), потім Московську консерваторію (1879 рік) по класу фортепіано під керівництвом Миколи Рубінштейна і Карла Кліндворта.
У 1880–1887 роках викладав Московській консерваторії.
З 1888 року жив і працював в Берліні, професор Консерваторії Кліндворта — Шарвенка.
З 1897 року — Консерваторії Штерна.
Серед його учнів — Ольга Самарофф, Артур Невін, Бруно Зайдлер-Вінклер, Георг Бертрам та ін.
Виступав у складі фортепіанного тріо разом з Карлом Халіром і Хуго Дехертом. Цей склад, зокрема, виконав берлінську прем'єру тріо № 2 Ганса Пфіцнера. Едличка був одним з провідних пропагандистів творчості молодого Пфіцнера.
Виступав також як музичний критик.
Публікувався в берлінській «Загальній музичній газеті».

## Родина
У 1881 році Едличка одружився з Марією Відрінг (Wiedring, 17 травня 1865 — після 1935), дочкою німців, що мешкали у Москві. Як і її брат Іван та сестра Кароліна, Марія вивчала фортепіано в Московській консерваторії в 1877-1882 роках. Після смерті чоловіка вона залишалася близькою подругою Ганса Пфіцнера. Їй присвячена фортепіанна думка «Скарга» М. А. Балакірєва (1900).